# Tarcza ochronna

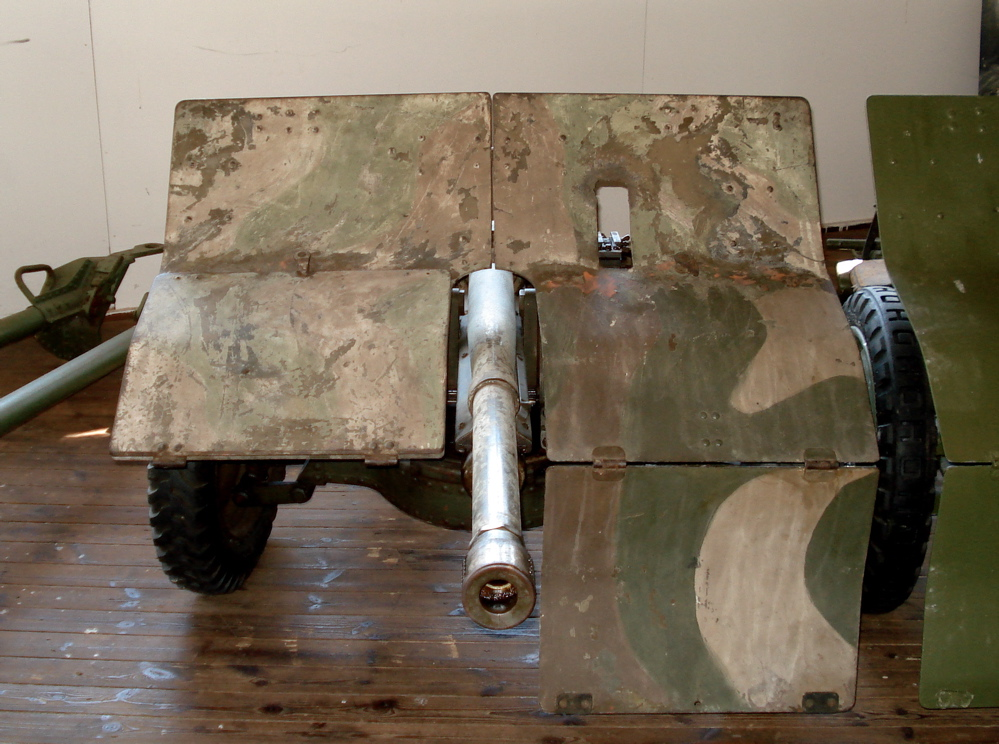
Armata przeciwpancerna wz. 36 w Fińskim Muzeum Czołgów – widoczna pancerna tarcza ochronna

Tarcza ochronna – element łoża broni palnej w postaci metalowej osłony (tarczy) chroniącej obsługę. Grubość tarczy wynosi najczęściej 3–8 mm, co wystarcza do zapewnienia osłony przed ogniem broni ręcznej i mniejszymi odłamkami. Tarcza ta otacza lufę i posiada wycięty otwór dla przyrządów celowniczych.